# Oreopanax donnell-smithii
Oreopanax donnell-smithii är en araliaväxtart som beskrevs av Standl. Oreopanax donnell-smithii ingår i släktet Oreopanax och familjen Araliaceae. Inga underarter finns listade.